# Marvin Anieboh
Marvin José Anieboh Pallaruelo (Madrid, 26 agosto 1997) è un calciatore spagnolo naturalizzato equatoguineano, difensore del S.S. Reyes e della nazionale equatoguineana.

## Carriera

### Club
Ha giocato con vari club nella quarta divisione spagnola.

### Nazionale
Dopo aver giocato nella nazionale Under-20, nel 2019 ha esordito in nazionale maggiore; successivamente, è stato convocato per la Coppa delle nazioni africane 2021 e per la Coppa delle nazioni africane 2023.

## Statistiche

### Cronologia presenze e reti in nazionale
| Cronologia completa delle presenze e delle reti in nazionale ― Guinea Equatoriale | Cronologia completa delle presenze e delle reti in nazionale ― Guinea Equatoriale | Cronologia completa delle presenze e delle reti in nazionale ― Guinea Equatoriale | Cronologia completa delle presenze e delle reti in nazionale ― Guinea Equatoriale | Cronologia completa delle presenze e delle reti in nazionale ― Guinea Equatoriale | Cronologia completa delle presenze e delle reti in nazionale ― Guinea Equatoriale | Cronologia completa delle presenze e delle reti in nazionale ― Guinea Equatoriale | Cronologia completa delle presenze e delle reti in nazionale ― Guinea Equatoriale |
| Data                                                                              | Città                                                                             | In casa                                                                           | Risultato                                                                         | Ospiti                                                                            | Competizione                                                                      | Reti                                                                              | Note                                                                              |
| --------------------------------------------------------------------------------- | --------------------------------------------------------------------------------- | --------------------------------------------------------------------------------- | --------------------------------------------------------------------------------- | --------------------------------------------------------------------------------- | --------------------------------------------------------------------------------- | --------------------------------------------------------------------------------- | --------------------------------------------------------------------------------- |
| 19-11-2019                                                                        | Malabo                                                                            | Guinea Equatoriale                                                                | 0 – 1                                                                             | Tunisia                                                                           | Qual. Coppa d'Africa 2021                                                         | -                                                                                 |                                                                                   |
| 25-3-2021                                                                         | Malabo                                                                            | Guinea Equatoriale                                                                | 2 – 0                                                                             | Tanzania                                                                          | Qual. Coppa d'Africa 2021                                                         | -                                                                                 |                                                                                   |
| 28-3-2021                                                                         | Radès                                                                             | Tunisia                                                                           | 2 – 1                                                                             | Guinea Equatoriale                                                                | Qual. Coppa d'Africa 2021                                                         | -                                                                                 |                                                                                   |
| 3-9-2021                                                                          | Radès                                                                             | Tunisia                                                                           | 3 – 0                                                                             | Guinea Equatoriale                                                                | Qual. Mondiali 2022                                                               | -                                                                                 |                                                                                   |
| 7-9-2021                                                                          | Malabo                                                                            | Guinea Equatoriale                                                                | 1 – 0                                                                             | Mauritius                                                                         | Qual. Mondiali 2022                                                               | -                                                                                 |                                                                                   |
| 7-10-2021                                                                         | Malabo                                                                            | Guinea Equatoriale                                                                | 2 – 0                                                                             | Zambia                                                                            | Qual. Mondiali 2022                                                               | -                                                                                 |                                                                                   |
| 10-10-2021                                                                        | Lusaka                                                                            | Zambia                                                                            | 1 – 1                                                                             | Guinea Equatoriale                                                                | Qual. Mondiali 2022                                                               | -                                                                                 |                                                                                   |
| 23-3-2022                                                                         | Caldas da Rainha                                                                  | Guinea-Bissau                                                                     | 3 – 0                                                                             | Guinea Equatoriale                                                                | Amichevole                                                                        | -                                                                                 |                                                                                   |
| 6-6-2022                                                                          | Malabo                                                                            | Guinea Equatoriale                                                                | 2 – 0                                                                             | Libia                                                                             | Qual. Coppa d'Africa 2023                                                         | -                                                                                 | 25’                                                                               |
| 6-9-2023                                                                          | Baninah                                                                           | Libia                                                                             | 1 – 1                                                                             | Guinea Equatoriale                                                                | Qual. Coppa d'Africa 2023                                                         | -                                                                                 |                                                                                   |
| 15-11-2023                                                                        | Malabo                                                                            | Guinea Equatoriale                                                                | 0 – 3                                                                             | Namibia                                                                           | Qual. Mondiali 2026                                                               | -                                                                                 | 46’                                                                               |
| 18-1-2024                                                                         | Abidjan                                                                           | Guinea Equatoriale                                                                | 4 – 2                                                                             | Guinea-Bissau                                                                     | Coppa d'Africa 2023 - 1º turno                                                    | -                                                                                 | 80’                                                                               |
| 5-9-2024                                                                          | Orano                                                                             | Algeria                                                                           | 2 – 0                                                                             | Guinea Equatoriale                                                                | Qual. Coppa d'Africa 2025                                                         | -                                                                                 | 77’                                                                               |
| 9-9-2024                                                                          | Malabo                                                                            | Guinea Equatoriale                                                                | 2 – 2                                                                             | Togo                                                                              | Qual. Coppa d'Africa 2025                                                         | -                                                                                 |                                                                                   |
| 11-10-2024                                                                        | Malabo                                                                            | Guinea Equatoriale                                                                | 1 – 0                                                                             | Liberia                                                                           | Qual. Coppa d'Africa 2025                                                         | -                                                                                 |                                                                                   |
| 14-10-2024                                                                        | Monrovia                                                                          | Liberia                                                                           | 1 – 2                                                                             | Guinea Equatoriale                                                                | Qual. Coppa d'Africa 2025                                                         | -                                                                                 |                                                                                   |
| 14-11-2024                                                                        | Malabo                                                                            | Guinea Equatoriale                                                                | 0 – 0                                                                             | Algeria                                                                           | Qual. Coppa d'Africa 2025                                                         | -                                                                                 |                                                                                   |
| 17-11-2024                                                                        | Lomé                                                                              | Togo                                                                              | 3 – 0                                                                             | Guinea Equatoriale                                                                | Qual. Coppa d'Africa 2025                                                         | -                                                                                 |                                                                                   |
| 21-3-2025                                                                         | Malabo                                                                            | Guinea Equatoriale                                                                | 2 – 0                                                                             | São Tomé e Príncipe                                                               | Qual. Mondiali 2026                                                               | -                                                                                 | 84’                                                                               |
| 9-6-2025                                                                          | Marrakech                                                                         | Camerun                                                                           | 1 – 1                                                                             | Guinea Equatoriale                                                                | Amichevole                                                                        | -                                                                                 |                                                                                   |
| Totale                                                                            |                                                                                   | Presenze                                                                          | 20                                                                                |                                                                                   | Reti                                                                              | 0                                                                                 |                                                                                   |